# BNP Paribas Primrose Bordeaux
BNP Paribas Primrose Bordeaux — профессиональный теннисный турнир, проводимый ежегодно в Бордо. Соревнование проводится на открытых грунтовых кортах. Турнир является частью ATP тура в серии Challenger.

## Общая информация
Соревнования профессионального тура проходят в Аквитании с конца 1970-х годов: c 1979-го по 1995-й год здесь проходил приз основного тура сначала мужской серии Гран-при, а затем ATP. Далее местные организаторы переключились на организацию соревнования женского тура: в итоге было проведено двенадцать соревнований под эгидой ITF; призовой фонд первого турнира был в четыре раза меньше, чем у последнего.
В 2008-м году мужской теннисный турнир в Бордо был возобновлён: национальная федерация организовал здесь приз в рамках весенней грунтовой серии. Турнир вошёл в серию соревнований серии ATP Challenger, имея один из самых высоких, по меркам этого тура, призовой фонд и рейтинговые очки. На турнир активно приезжают европейские игроки, располагающиеся в рейтинге в середине первой сотни. Первая ракетка одиночного соревнования 2009 года — Фабрис Санторо — занимал на момент старта того турнира 44-ю строчку в рейтинге.

### Победители и финалисты
Самым титулованным теннисистом в истории одиночного турнира является француз Марк Жикель, ставший здесь сильнейшим в 2009-м и 2011-м годах. В истории парного приза ни одному теннисисту не удалось выиграть более одного приза, но Николя Маю и Джонатан Маррей добавили к тому титулу и ещё один проигранный финал. Двум теннисистам удалось выиграть и парный и одиночный приз: словак Мартин Клижан стал абсолютным чемпионом турнира 2012 года, а Марк Жикель дополнил свои одиночные трофеи парный титулом розыгрыша 2014 года.

## Финалы прошлых лет

### Одиночный турнир
| Год  | Чемпион         | Финалист           | Счёт финала |
| ---- | --------------- | ------------------ | ----------- |
| 2014 | Жюльен Беннето  | Стив Джонсон       | 6-3 6-2     |
| 2013 | Гаэль Монфис    | Микаэль Льодра     | 7-5 7-6(5)  |
| 2012 | Мартин Клижан   | Теймураз Габашвили | 7-5 6-3     |
| 2011 | Марк Жикель (2) | Орасио Себальос    | 6-2 6-4     |
| 2010 | Ришар Гаске     | Микаэль Льодра     | 4-6 6-1 6-4 |
| 2009 | Марк Жикель     | Матьё Монкур       | 3-6 6-1 6-4 |
| 2008 | Эдуардо Шванк   | Игорь Куницын      | 6-2 6-2     |

### Парный разряд
| Год  | Чемпионы                        | Финалисты                     | Счёт финала       |
| ---- | ------------------------------- | ----------------------------- | ----------------- |
| 2014 | Марк Жикель Сергей Стаховский   | Райан Харрисон Алекс Кузнецов | Без игры          |
| 2013 | Кристофер Кас Оливер Марах      | Николас Монро Симон Штадлер   | 2-6 6-4 [10-1]    |
| 2012 | Мартин Клижан Игорь Зеленай     | Оливье Шарруа Джонатан Маррей | 7-6(5) 4-6 [10-4] |
| 2011 | Джейми Дельгадо Джонатан Маррей | Жюльен Беннето Николя Маю     | 7-5 6-3           |
| 2010 | Николя Маю Эдуар Роже-Васслен   | Кароль Бек Леош Фридль        | 5-7 6-3 [10-7]    |
| 2009 | Пабло Куэвас Орасио Себальос    | Ксавье Пужо Стефан Робер      | 4-6 6-4 [10-4]    |
| 2008 | Диего Хартфилд Серхио Ройтман   | Томаш Беднарек Душан Вемич    | 6-4 6-4           |